# Venezuela (Álbum)
Venezuela es un disco homenaje Venezuela. El álbum fue producido en el año 2000, contiene fotografías de Iván Larraguibel.
Este CD acompaña el número 19 de Zona de Obras, consta de un CD con diecisiete (17) canciones. Todos los temas son cortesía de los propios grupos y de la Fundación Nuevas Bandas. Excepto el tema 1, cortesía de Luaka Bop/Chewaka/Virgin.

## Lista de canciones

### Canciones en CD[1]
| N.º | Título                      | Escritor(es) | Intérprete            | Duración |  |
| 1.  | «La Vecina»                 |              | Los Amigos Invisibles | 4:21     |  |
| 2.  | «Leche»                     |              | La Corte              | 4:03     |  |
| 3.  | «Dioses Terrestres»         |              | El Rastro             | 5:51     |  |
| 4.  | «El S3 de You»              |              | La Máquina Azul       | 4:42     |  |
| 5.  | «Hércules»                  |              | La Muy Bestia Pop     | 4:43     |  |
| 6.  | «Despistado»                |              | Dermis Tatú           | 4:43     |  |
| 7.  | «Soledaña»                  |              | La Calle              | 3:29     |  |
| 8.  | «Alto»                      |              | Spías                 | 3:59     |  |
| 9.  | «Aspecto Temible» (demo´99) |              | Desorden Público      | 4:18     |  |
| 10. | «Leonardo Montes» (Remix)   |              | P.A.N.                | 4:13     |  |
| 11. | «Antonin Artaud»            |              | Zapato 3              | 4:16     |  |
| 12. | «Ultramegaman» (demo´99)    |              | Claroscuro            | 3:30     |  |
| 13. | «Playa Venus»               |              | Dios le Pague         | 2:09     |  |
| 14. | «Máquina»                   |              | La Puta Eléctrica     | 1:54     |  |
| 15. | «José» (demo´99)            |              | Bacalao Men           | 3:12     |  |
| 16. | «El Ron»                    |              | Los Mentas            | 3:55     |  |
| 17. | «Nimoi»                     |              | Pacífica              | 7:18     |  |